# Спрингфилд (Миссури)
Спри́нгфилд (англ. Springfield /ˈspɹiŋfɪld/) — город в штате Миссури, США. Население — 157 630 человек (2009 год). Спрингфилд является третьим по величине городом в американском штате Миссури. Он расположен в округе Грин. По данным переписи 2010 года, численность населения составляла 159 498 человек, рост 5,2 %. Метрополия Спрингфилда имеет население 436 712 человек и включает округа Кристиан, Даллас, Грин, Полк и Уэбстер.
Также в Спрингфилде находится огромное (площадью 2 миллиона квадратных футов) хранилище сыра, под названием "Спрингфилдская подземка" (англ. Springfield Underground), расположенное в пещере Крафта. Сыр находится там на временном хранении, а под землю его поместили, для экономии на охладительных установках.
В Спрингфилде расположен Медицинский центр для заключённых федеральных исправительных учреждений и штаб-квартира Ассамблеи Бога.

## Города-побратимы
- Исэсаки, Япония
- Тлакепаке, Мексика
- Тур, Франция